# Faro di Ristna
Il faro di Ristna (in estone: Ristna tuletorn) è un faro situato a Ristna, nella penisola di Kõpu, sull'isola di Hiiumaa (sulla costa del Mar Baltico) in Estonia.

## Storia
Il faro fu costruito nel 1874 a causa delle nebbie che rendevano quasi invisibile il vecchio faro di Kõpu. Le motivazioni che hanno spinto alla realizzazione del faro furono di avvertire i marinai del ghiaccio marino che galleggiava alla deriva nei pressi della costa, causa di gravi ostacoli nel Golfo di Finlandia. L'attuale struttura metallica in ferro del faro fu costruita nel 1874. Il faro sopravvisse alla prima guerra mondiale riportando solo piccoli danni; tuttavia, per migliorare la stabilità del faro, la struttura fu ricostruita in cemento nel 1920.